# Divorzio (ordinamento italiano)
Il divorzio è un istituto giuridico dell'ordinamento italiano finalizzato a far cessare gli effetti civili del matrimonio.
È stato introdotto il 1º dicembre 1970, durante il Governo Colombo, attraverso la legge 1º dicembre 1970, n. 898 - "Disciplina dei casi di scioglimento del matrimonio" (la cosiddetta legge Fortuna-Baslini), a prima firma del socialista Loris Fortuna. Ha avuto i voti favorevoli principalmente del Partito Socialista Italiano, del Partito Comunista Italiano, del Partito Socialista Democratico Italiano, del Partito Socialista Italiano di Unità Proletaria, del Partito Repubblicano Italiano e del Partito Liberale Italiano. Ha invece avuto l'opposizione da parte della Democrazia Cristiana, del Movimento Sociale Italiano e del Partito Democratico Italiano di Unità Monarchica.

## Storia

### Prima dell'Unità d'Italia

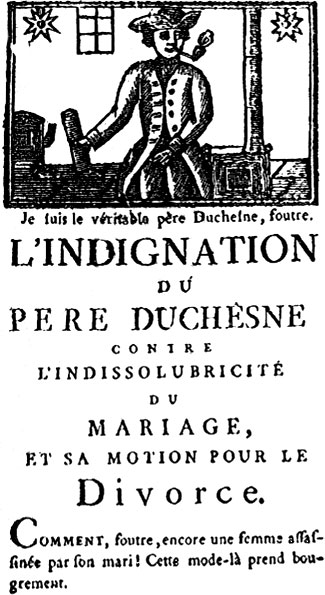
Copertina di un pamphlet a favore del divorzio: autore Jacques-René Hébert, 1790

Il primo stato moderno della penisola italiana a consentire nella propria legislazione il divorzio fu il Regno d'Italia napoleonico (1805-1814), il quale emanò il cosiddetto "Codice civile napoleonico" il 5 giugno 1805. 
Esso fu seguito dal Regno di Napoli che, sotto il governo di Gioacchino Murat, emanò lo stesso codice. Questo, fra le altre cose, consentiva il divorzio e il matrimonio civile, fra le polemiche che tali provvedimenti suscitarono nel clero più conservatore, che vedeva sottratto alle parrocchie il privilegio della gestione delle politiche familiari risalente al 1560.
Con la caduta di Napoleone e la restaurazione dell'ancien regime negli Stati italiani, il diritto di famiglia precedente, sostanzialmente avverso al divorzio, fu ripristinato.
Benedetto Croce riuscì a trovare nel sud Italia, per tutto il periodo napoleonico, non più di tre casi di divorzio: un po' per l'impopolarità dell'istituzione, un po' perché i giudici, minacciati di scomunica, frapponevano ogni possibile difficoltà. Anche la legge era abbastanza farraginosa: per il divorzio consensuale, occorreva il consenso non solo dei genitori, ma addirittura dei nonni: se defunti, occorreva presentarne l'atto di morte.

### Dopo l'unità d'Italia
Una proposta di legge per l'istituzione del divorzio venne presentata per la prima volta al Parlamento italiano nel 1878. A prendere l'iniziativa fu un deputato del Salento, Salvatore Morelli, noto per le sue doti di uomo integerrimo e per essere stato precedentemente rinchiuso in un carcere borbonico sotto accusa di cospirazione. 
Da tempo si occupava di problemi sociali ed in particolare di quelli riguardanti la famiglia. Il suo primo progetto di legge non ebbe successo, ma senza scoraggiarsi lo ripresentò due anni dopo, nel 1880, ottenendo un risultato parimenti negativo. 
Dopo la sua morte, avvenuta nello stesso anno, il divorzio trovò altri fautori, e progetti di legge in suo favore vennero presentati nel 1882, nel 1883 e, dopo un periodo di silenzio, comparirono ancora nel 1892 per opera dell'onorevole Villa. Ma fu necessario arrivare al 1902 perché si avesse l'impressione che una legge divorzista stesse realmente prendendo forma. 
In quell'anno il governo di Giuseppe Zanardelli presentò un disegno di legge che prevedeva il divorzio in caso di sevizie, adulterio, condanne gravi ed altro, ma anche questa volta il disegno di legge cadde con 400 voti sfavorevoli contro 13 a favore. Con la prima guerra mondiale il discorso cadde nell'oblio. 
Nel 1920 ci fu battaglia fra i socialisti (che dichiaravano che in certi casi il divorzio «in virtù dei soli principi religiosi non si può rigettare») e il Partito Popolare Italiano, ossia i cattolici.
Più tardi Mussolini, coi Patti Lateranensi, si pronunciò contro e dovettero passare 34 anni prima che la legge sul divorzio venisse riportata in discussione.

### Nel secondo dopoguerra
Nonostante i mutamenti nelle strutture sociali e nel costume che si svilupparono nel dopoguerra, l'Italia (soprattutto grazie all'influenza delle gerarchie della Chiesa cattolica sul potere politico) rimase a lungo senza una legislazione sul divorzio. Mentre le persone facoltose potevano rivolgersi al Tribunale ecclesiastico della Sacra Rota, oppure far delibare in Italia sentenze di divorzio pronunciate da tribunali di Paesi dove la legislazione locale consentiva il divorzio anche di cittadini stranieri (segnatamente il Messico e la Repubblica di San Marino), il resto dei coniugi che si separavano doveva rassegnarsi a non poter regolarizzare le unioni con i/le loro nuovi compagni/e ed i figli nati da esse, i quali, fino alla riforma del diritto di famiglia nel 1975, continuarono a subire discriminazioni.

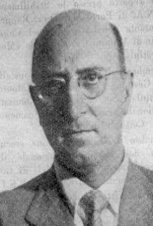
Il parlamentare socialista Luigi Renato Sansone, estensore della proposta di legge sul "piccolo divorzio".

1962 - manifestazione per il divorzio

Il 26 ottobre 1954 il deputato socialista Luigi Renato Sansone presentò alla Camera un disegno di legge per l'istituzione del cosiddetto piccolo divorzio, applicabile solo ai matrimoni con scomparsi senza lasciare traccia, condannati a lunghe pene detentive, coniuge straniero in presenza di divorzio all'estero, malati di mente, lunghe separazioni fra i coniugi o tentato omicidio del coniuge.
La proposta non fu nemmeno discussa e fu ripresentata il 12 giugno del 1958 da Sansone, assieme a Giuliana Nenni, al Senato. Neanche al Senato vi fu una discussione sul disegno di legge che pur aveva alimentato un vivace dibattito nel Paese.
Nel 1965, in concomitanza con la presentazione alla Camera dei deputati di un progetto di legge per il divorzio da parte del deputato socialista Loris Fortuna, iniziava la mobilitazione del Partito Radicale per sensibilizzare l'opinione pubblica sul tema dell'istituzione del divorzio in Italia.
Soprattutto dopo il 1969, insieme alla Lega italiana per l'istituzione del divorzio (LID), il partito si mobilitò con grandi manifestazioni di massa e una continua azione di pressione sui parlamentari laici e comunisti ancora incerti.

#### Lalegge Fortuna-Baslini

1970, Fortuna e Baslini festeggiano l'approvazione della legge sul divorzio

Il 1º dicembre 1970 il divorzio venne introdotto nell'ordinamento giuridico italiano; nonostante l'opposizione della Democrazia Cristiana, del Movimento Sociale Italiano, della Südtiroler Volkspartei e dei monarchici del Partito Democratico Italiano di Unità Monarchica, con i voti favorevoli del Partito Socialista Italiano, del Partito Socialista Italiano di Unità Proletaria, del Partito Comunista Italiano, del Partito Socialista Democratico Italiano, del Partito Repubblicano Italiano e del Partito Liberale Italiano, venne approvata la legge 1º dicembre 1970, n. 898 - "Disciplina dei casi di scioglimento del matrimonio" (la cosiddetta legge Fortuna-Baslini), risultato della combinazione del progetto di legge di Loris Fortuna con un altro pdl presentato dal deputato liberale Antonio Baslini; nello stesso anno il Parlamento approvava le norme che istituivano il referendum con la legge n. 352 del 1970, proprio in corrispondenza con le ampie polemiche che circondavano l'introduzione del divorzio in Italia.

#### Il referendum abrogativo

1974, Gabrio Lombardi, presidente del "Comitato nazionale per il referendum sul divorzio"

1974 - manifestazione per il NO al referendum sul divorzio a Piazza Navona a Roma

Gli antidivorzisti, quindi, si organizzarono per abrogare la legge attraverso il ricorso al referendum: nel gennaio del 1971 venne depositata in Corte di cassazione la richiesta di referendum da parte del "Comitato nazionale per il referendum sul divorzio", presieduto dal giurista cattolico Gabrio Lombardi, con il sostegno dell'Azione cattolica e l'appoggio esplicito della CEI e di gran parte della DC e del Movimento Sociale Italiano.
Dopo un'iniziale contrarietà circa l'uso dello strumento referendario in materia di diritti civili, il Partito Radicale e il Partito Socialista si schierarono a favore della tenuta del referendum e parteciparono alla raccolta delle firme necessarie, mentre lo stesso non fecero gli altri partiti laici, che tentarono di modificare la legge in Parlamento (compromesso Andreotti-Jotti), sia per evitare ulteriori strappi con il Vaticano, sia per l'incognita di un referendum sul cui risultato parte del fronte divorzista era pessimista.
Dopo il deposito presso la Corte di Cassazione di oltre un milione e trecentomila firme, la richiesta superò il controllo dell'Ufficio centrale per il referendum e il giudizio di ammissibilità della Corte Costituzionale.
Il 12 maggio 1974, con il Referendum abrogativo del 1974, meglio conosciuto come Referendum sul divorzio, gli italiani furono chiamati a decidere se abrogare la legge Fortuna-Baslini che istituiva in Italia il divorzio: partecipò al voto l'87,7% degli aventi diritto, votarono no il 59,3%, mentre i sì furono il 40,7%: la legge sul divorzio rimase in vigore.
Successivamente, la normativa fu modificata dalle leggi n. 436/1978 e n. 74/1987. In particolare, con quest'ultima si ridussero i tempi necessari per giungere alla sentenza definitiva di divorzio (da cinque a tre anni) e si diede al giudice la facoltà di pronunciare una sentenza parziale che dichiarasse in tempi brevissimi lo scioglimento definitivo del vincolo, ovvero il divorzio, separatamente dalla discussione sulle ulteriori condizioni accessorie dello scioglimento, ovvero sulle questioni economiche, l'affidamento dei figli e altro. In tale modo si volle evitare che vi fossero cause instaurate al solo fine di procrastinare lo scioglimento del vincolo matrimoniale. La legge n. 55/2015 ha ridotto ulteriormente i tempi, permettendo il divorzio dopo un anno di separazione giudiziale e dopo sei mesi di separazione consensuale.
In seguito alle riforme del 2014 e del 2015 non è stato introdotto il divorzio consensuale vero e proprio, ma è entrata anche nell'ordinamento italiano una tendenza consensualistica che riconosce notevole rilievo al consenso dei coniugi ai fini del divorzio.

## Condizioni per ottenere il divorzio
L'art. 1 della Legge n. 898/1970 afferma che «il giudice pronuncia lo scioglimento del matrimonio [...] quando [...] accerta che la comunione spirituale e materiale tra i coniugi non può essere mantenuta o ricostituita».
Il Tribunale competente a pronunciare il divorzio giudiziale è quello della residenza del convenuto in giudizio. In caso di divorzio congiunto il Tribunale può essere alternativamente quello del territorio di uno dei coniugi.
Il Tribunale, prima di dichiarare lo scioglimento del vincolo matrimoniale (se si tratta di matrimonio solo civile, cioè celebrato davanti all'Ufficiale dello stato civile) o la cessazione degli effetti civili del matrimonio (se si tratta di matrimonio concordatario), dovrà accertare l'esistenza di due condizioni.
- La prima, di natura soggettiva, è costituita dalla cessazione:
  - della comunione materiale tra i coniugi, costituita dalla stabile convivenza, da un'organizzazione domestica comune, dal reciproco aiuto personale e dalla presenza di rapporti sessuali;
  - della comunione spirituale, consistente nell'affetto reciproco, nell'ascolto, nell'aiuto e nel sostegno psicologico reciproci, nella comprensione e nella condivisione dei problemi, su cui si fonda l'affectio coniugalis che li lega in una vera comunanza di vita e di spirito.
- La seconda, di natura oggettiva, costituita dall'esistenza di una delle cause tassativamente previste dalla legge (art.3 Legge 898/1970):
  - che sia stata omologata la separazione consensuale oppure sia stata pronunciata, con sentenza definitiva, la separazione giudiziale e siano trascorsi almeno dodici mesi dall'avvenuta comparizione dei coniugi nella prima udienza della procedura di separazione giudiziale e sei mesi in caso di separazione consensuale (in caso di separazione consensuale senza procedura giudiziaria, il termine di sei mesi decorre dalla data certificata nell'accordo di separazione raggiunto a seguito di convenzione di negoziazione assistita da un avvocato ovvero dalla data dell'atto contenente l'accordo di separazione concluso innanzi all'ufficiale dello stato civile);
  - che uno dei coniugi sia stato condannato all'ergastolo o ad almeno quindici anni di reclusione o a qualsiasi pena detentiva per reati di particolare gravità;
  - che uno dei coniugi, cittadino straniero, abbia ottenuto all'estero l'annullamento o lo scioglimento del matrimonio ovvero abbia contratto nuovo matrimonio all'estero;
  - che il matrimonio non sia stato consumato;
  - che sia stato dichiarato giudizialmente il mutamento di sesso di uno dei coniugi.

La dichiarazione di nullità del matrimonio religioso comporta anche la cessazione degli effetti civili, tra cui l'obbligo al pagamento degli alimenti, fatti salvi gli effetti del matrimonio putativo.
La grande maggioranza dei procedimenti di divorzio si basa sulla separazione personale dei coniugi protratta per un anno in caso di separazione giudiziale, per sei mesi in caso di separazione consensuale.
Per il divorzio su domanda congiunta e per la separazione consensuale, dal 2014 non è più necessario rivolgersi al tribunale, ma per i coniugi senza figli minori o incapaci o portatori di handicap grave o economicamente non autosufficienti può avvenire con dichiarazione condivisa e congiunta al sindaco quale ufficiale di stato civile, con assistenza facoltativa di un avvocato. I coniugi con figli che hanno i predetti problemi possono divorziare attraverso una negoziazione assistita da almeno un avvocato per parte, senza rivolgersi al tribunale.

## Procedura ed effetti
Quando si parla di divorzio si parla sia di scioglimento del vincolo matrimoniale sia di cessazione degli effetti civili del matrimonio concordatario. Poiché la distinzione tra le due fattispecie non è intuitiva, è opportuno chiarire in che cosa questa consista. Premesso che nell'ordinamento italiano esistono due forme di matrimonio, quello civile e quello concordatario, si parla:
- di scioglimento del vincolo matrimoniale, quando il divorzio interviene in relazione al matrimonio civile, cioè quello che è stato celebrato soltanto davanti all'ufficiale dello stato civile;
- di cessazione degli effetti civili del matrimonio, quando il divorzio interviene in relazione al matrimonio concordatario (ovvero al matrimonio celebrato in chiesa e trascritto nei registri dello stato civile, quindi con effetti sia civili sia religiosi).

Una particolarità del sistema giuridico italiano è che, salvo rare eccezioni (sentenze penali, annullamento o scioglimento del matrimonio o nuovo matrimonio del coniuge straniero all'estero, inconsumazione, sentenza di mutamento di sesso), il divorzio deve essere preceduto dalla separazione legale della durata di almeno sei mesi se consensuale, un anno se giudiziale. È tuttavia possibile proporre le domande di separazione e di divorzio nella stessa procedura giudiziaria. Questa scelta deriva dal fatto che in Italia molte coppie hanno residenze anagrafiche separate per motivi fiscali o professionali, che nulla hanno a che fare con la crisi del rapporto matrimoniale. Il legislatore ha dunque voluto ostacolare eventuali frodi. Per questo, a differenza di quanto previsto in altri ordinamenti (tedesco, norvegese, canadese, australiano, neozelandese, irlandese ecc.) non basta aver vissuto separati per un periodo, ma occorre una separazione titolata (giudiziale o consensuale). Con ordinanza del 16 ottobre 2023 n. 28727 la Cassazione ha stabilito che è possibile proporre domanda, anche congiunta, di separazione e di divorzio con un unico atto, fermi restando i criteri di affidamento e di mantenimento.
In caso di separazione giudiziale, la legge consente una sentenza immediata sullo stato di separazione appellabile in forme e termini abbreviati. Dal 1º marzo 2023 la domanda di divorzio si può proporre già nella causa di separazione e diventa procedibile appena decorsi i termini di cui sopra e previo passaggio in giudicato della sentenza (anche parziale) di separazione. Se il relativo processo deve continuare per l'addebito, le questioni economiche o l'affidamento dei figli, tali questioni saranno trattate dopo la sentenza non definitiva sulla separazione ed eventualmente assorbite dalla causa di divorzio. Anche nel processo di divorzio contenzioso è consentita una sentenza immediata sullo status, con rinvio delle questioni accessorie ad una fase successiva.
I costi dei difensori e la complessità della doppia procedura giudiziaria (separazione e divorzio) hanno ottenuto l'effetto che buona parte delle coppie separate esita a chiedere il divorzio. Di fronte a tale situazione è stata semplificata la procedura, non nel senso di evitare il doppio passaggio, ma nel senso di velocizzare l'ottenimento sia della separazione che del divorzio. 
Così dal 2014 è definitivamente sancito per legge che i due coniugi che siano d'accordo sia sul divorziare sia sulle condizioni (per patrimonio comune, uso dell'abitazione, assegno di mantenimento, ecc.), se non hanno figli minori o disabili (anche se maggiorenni) possono dichiarare all'ufficio di stato civile del comune la loro volontà di divorziare senza assistenza di avvocati ed eventualmente depositare un atto che specifichi le eventuali condizioni patrimoniali: il divorzio è immediatamente trascritto senza altre formalità; in caso di disaccordo, possono cercare di raggiungere un accordo con l'assistenza dei loro avvocati, eventualmente con l'assistenza di un terzo avvocato designato dal Consiglio dell'Ordine degli avvocati; nel caso comunque non si raggiunga un accordo, i tre avvocati sottopongono al Tribunale una relazione scritta con tutte le particolarità del caso ed al giudice spetta solo di decidere sulla base di quanto così espostogli in riassunto; nel caso di figli minori (o figli disabili, anche se maggiorenni), la procedura resta simile a quella preesistente. Inoltre la riforma Cartabia del 2022 consente di chiedere il divorzio sin da subito con la domanda di separazione e nella stessa procedura.

### Effetti personali e patrimoniali
La sentenza di divorzio produce i seguenti effetti personali:
- il mutamento dello stato civile dei coniugi, che permette ad entrambi di contrarre nuove nozze;
- la perdita del cognome del marito da parte della moglie, salvo che la stessa sia autorizzata dal giudice a continuare ad utilizzarlo.

La sentenza di divorzio ha i seguenti effetti patrimoniali:
- l'eventuale corresponsione di un assegno divorzile periodico per il mantenimento del coniuge che sia privo di redditi adeguati e si trovi nell'oggettiva impossibilità di procurarseli; è possibile che esso sia sostituito da un assegno in un'unica soluzione, se le parti si accordano in tal senso;
- il diritto all'assegno divorzile deve essere accertato verificando la inadeguatezza dei mezzi del coniuge richiedente raffrontato al tenore di vita tenuto in costanza di matrimonio e del quale l'ex coniuge avrebbe continuato a godere laddove il vincolo matrimoniale non fosse stato sciolto, tenendo ovviamente conto anche delle condizioni patrimoniali del soggetto obbligato[14]. Ad esempio, Una donna giovane in grado di lavorare e, quindi, di reperire con la propria attività quel reddito necessario a mantenere lo stesso tenore di vita di cui godeva durante il matrimonio, non ha diritto ad alcun mantenimento;
- la perdita dei diritti successori;
- il diritto alla pensione di reversibilità, ma solo se titolare dell'assegno divorzile;
- il diritto ad una parte dell'indennità di fine rapporto, se maturata prima della sentenza di divorzio.

L'assegno divorzile è determinato tenendo conto delle condizioni dei coniugi, delle ragioni della decisione, del contributo personale ed economico dato da ciascuno alla conduzione familiare e alla formazione del patrimonio di ciascuno o di quello comune, del reddito di entrambi, e valuta tutti questi elementi anche in rapporto alla durata del matrimonio (art. 5, comma 6, l. 898/1970).
Secondo la Cassazione, il diritto all'assegno divorzile può, tuttavia, cessare se il coniuge avente diritto intrattiene una nuova relazione famigliare, ancorché di fatto, ovvero una convivenza more uxorio.
Invece, in sede di separazione, l'assegno di mantenimento al coniuge cui non sia addebitabile la separazione è condizionato alla mancanza di adeguati redditi propri (art. 156, primo comma, cod. civ.) e la sua quantificazione è determinata in relazione alle circostanze ed ai redditi dell'obbligato (secondo comma). 
Condizioni per il sorgere del diritto al mantenimento in favore del coniuge cui non sia addebitabile la separazione sono la non titolarità di adeguati redditi propri, ossia di redditi che gli permettano di mantenere un tenore di vita analogo a quello goduto in costanza di matrimonio, e la sussistenza di una disparità economica tra le parti, occorrendo avere riguardo, al fine della valutazione dell'adeguatezza dei redditi del coniuge che chiede l'assegno, al parametro di riferimento costituito dalle potenzialità economiche complessive dei coniugi durante il matrimonio, quale elemento condizionante la qualità delle esigenze e l'entità delle aspettative del medesimo richiedente, non assumendo rilievo il più modesto tenore di vita subito o tollerato.
Benché la separazione determini normalmente la cessazione di una serie di benefici e consuetudini di vita ed anche il diretto godimento di beni, il tenore di vita goduto in costanza della convivenza va identificato avendo riguardo allo “standard” di vita reso oggettivamente possibile dal complesso delle risorse economiche dei coniugi, tenendo quindi conto di tutte le potenzialità derivanti dalla titolarità del patrimonio in termini di redditività, di capacità di spesa, di garanzie di elevato benessere e di fondate aspettative per il futuro.
L'assegno di mantenimento e l'assegno divorzile hanno il duplice scopo di garantire l'altro coniuge ed eventuali figli a carico. Devono essere corrisposti anche in assenza di figli, se ne sussistono le altre condizioni. L'art. 337 ter del codice civile stabilisce il principio della bigenitorialità, confinando la monogenitorialità a pratica residuale. Padre e madre detengono eguali diritti e obblighi nei confronti di figli a carico, in termini di affido e mantenimento.
La norma prevede che ogni genitore provveda al mantenimento diretto del figlio, e che questo segua un principio di proporzionalità.
Il giudice, ove necessario, può stabilire la corresponsione di un assegno periodico che sia determinato considerando le esigenze del figlio, il tenore di vita goduto durante la convivenza con entrambi i genitori, i tempi di permanenza presso ciascun genitore, nonché le risorse economiche di entrambi i genitori e la valenza economica dei compiti domestici e di cura assunti da ciascuno di essi.

## Dati statistici

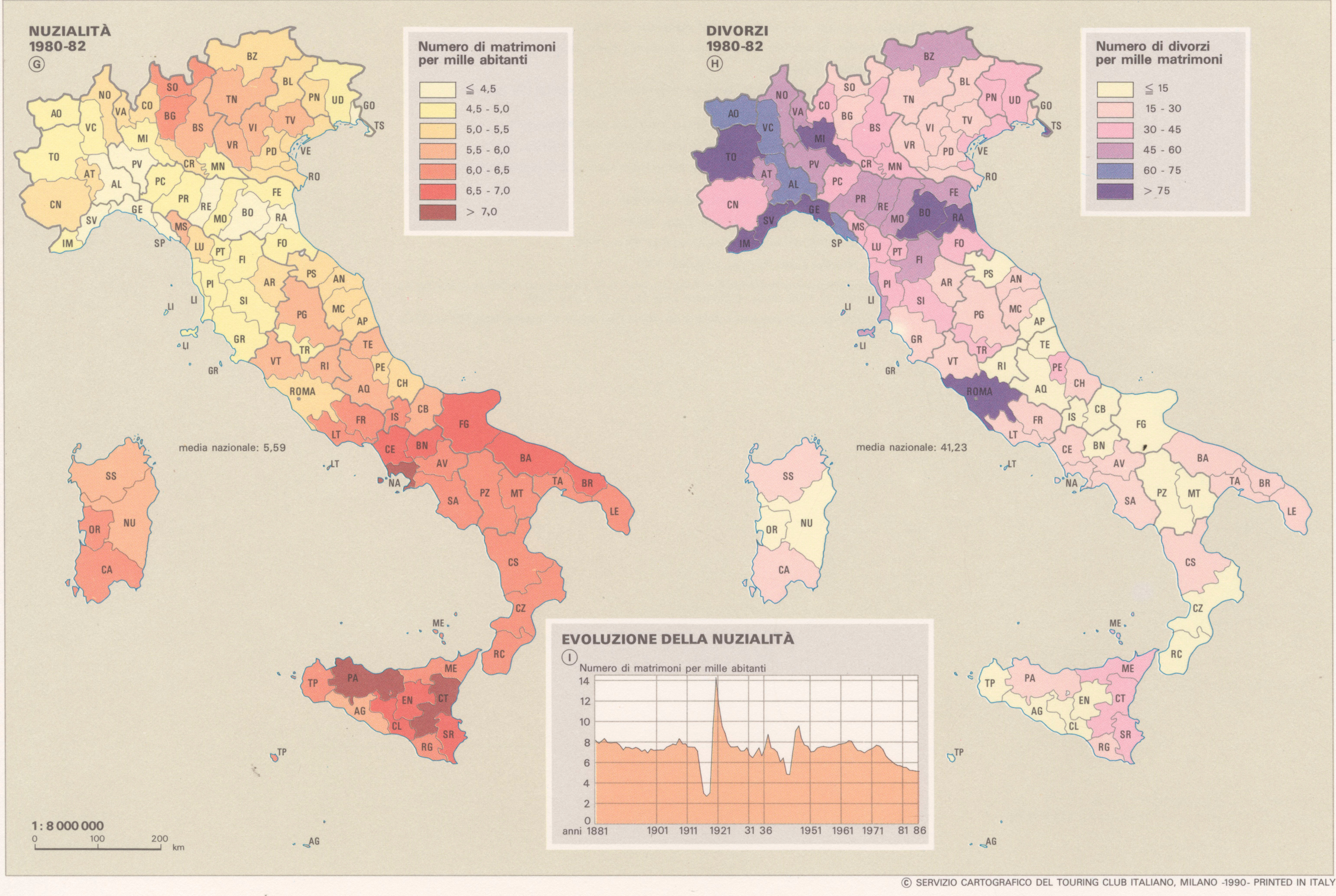
Nuzialià e divorzi in Italia nel 1980-82

Grafico dei dati dell'Istat 2005 sul numero di divorzi in Italia. In blu sono segnati i divorzi per separazione, mentre in rosa gli altri.
| 2000 | 37573 |
| 2001 | 40051 |
| 2002 | 41835 |
| 2003 | 43856 |
| 2004 | 45097 |
| 2005 | 47036 |
| 2006 | 49534 |
| 2007 | 50669 |
| 2008 | 54351 |
| 2009 | 54456 |
| 2010 | 54160 |
| 2011 | 53806 |
| 2012 | 51319 |

## Leggi sul divorzio in Italia
Di seguito l'elenco dei provvedimenti legislativi emanati in Italia riguardo al divorzio:
- legge 898/1970[19] ("Disciplina dei casi di scioglimento del matrimonio");
- legge 436/1978[20] ("Norme integrative della legge 898/1970, sulla disciplina dei casi di scioglimento di matrimonio");
- legge 74/1987[21] ("Nuove norme sulla disciplina dei casi di scioglimento di matrimonio");
- decreto-legge 132/2014[22] ("Misure urgenti di degiurisdizionalizzazione ed altri interventi per la definizione dell'arretrato in materia di processo civile"), convertito con modificazioni dalla legge 162/2014[23];
- legge 55/2015[24] ("Disposizioni in materia di scioglimento o di cessazione degli effetti civili del matrimonio nonché di comunione tra i coniugi").